# Emma Daumas
Pour les articles homonymes, voir Daumas.
Emma Daumas, de son vrai nom Manuelle Daumas, est une auteure-compositrice-interprète et écrivaine française, née le 23 novembre 1983 à Avignon.

## Biographie

### Enfance et formation
Emma Daumas naît le 23 novembre 1983 à Avignon.
À 8 ans, elle commence à prendre des cours de piano et écrit à 12 ans sa première chanson.

### Carrière musicale
En 1999, Emma Daumas participe à l'émission Graines de star sur M6. Elle finit dernière.

#### Star Academy
En 2002, elle intègre la deuxième saison de l'émission Star Academy.

#### Le Saut de l'ange
En février 2003, elle sort son premier single Au jour le jour dont elle est l'auteure-compositrice. Ce single s'écoule à 200 000 exemplaires.
Le 2 décembre 2003, son premier album sort ; il est intitulé Le Saut de l'ange. L'album contient plusieurs de ses compositions mais aussi des compositions de Maxime Le Forestier, Maïdi Roth, Johan Ledoux et Tristan Nihouarn. Cet album, aux tonalités pop rock, connaît un bel accueil de la part des critiques et devient disque d'or.
Le 17 février 2004, le titre phare de l'album, Tu seras (style musical pop-rock) sort en single. Il se vend à plus de 300 000 exemplaires,.
Le 8 avril 2004, Emma Daumas donne le coup d'envoi au Bataclan à Paris d'une tournée de plus de 47 dates dans toute la France, la Belgique, la Suisse, le Liban et dans l'océan Indien.

#### Effets secondaires
En février 2006, elle sort son nouvel album qui s'intitule Effets secondaires. 

#### Le Chemin de la maison
Son troisième album, Le Chemin de la maison, sort en novembre 2008. 
En 2009, Emma Daumas participe au clip Les Affranchis d'Alexis HK.

#### L'après Universal etLes Larmes de crocodile (et autres fables)
En mai 2010, Emma quitte Universal et publie un E.P. digital où elle reprend une chanson du Chemin de la maison, Elle, en version acoustique avec deux de ses chansons jamais gravées, Dans les yeux d'Alain Delon et L'Antilove, ainsi que Freed from Desire reprise de la chanteuse des années 1990, Gala. Cette version est choisie et utilisée par le numéro un des Télécoms ibériques pour illustrer la publicité Movistar depuis le 13 octobre 2010.
Peu de temps après, elle annonce la parution en novembre 2010 d'un livre-disque pour enfants Les Larmes de crocodiles où Marcel Amont, Alain Chamfort, Gérard Darmon, Élodie Frégé et Caroline Loeb l'accompagnent dans cette nouvelle aventure. Fin 2010, elle fait plusieurs showcases afin de promouvoir la sortie du livre-disque. 
Début 2011, elle repart au Brésil, en quête d'inspirations musicales, et revient en juin 2011 afin de participer à deux concerts caritatifs, un pour l'association « Rêves », et deux pour « Tout le monde chante contre le cancer ».
Elle parraine la seconde édition du concours « En Français dans le texte ».
L'année 2011 est aussi pour elle l'occasion de renouer avec des émissions musicales à fort audimat : elle participe au spécial N'oubliez pas les paroles diffusé le 1er janvier sur France 2 en compagnie de Marcel Amont. C'est l'occasion de la promotion des Larmes de Crocodile et autres fables. Elle participe également à l'émission Chabada sur France 3 avec Marcel Amont et Élodie Frégé, présents dans le livre-disque puis en été à Génération 2000 sur TF1 où elle interprète en live son tube Tu seras.
Emma Daumas a également été contactée afin de représenter la France à l'Eurovision. Elle explique : « J’ai été flattée que l’on pense à moi pour ce concours mais ce qu’on m’a proposé était très loin de mon univers et ce que j’ai proposé était loin de l’univers de l’Eurovision. D’un commun accord, il a été décidé que je ne serais pas la représentante de la France. ».

#### L'EPVivanteet le romanSupernova
Elle publie en juin 2015 Bahia en été, un morceau franco-brésilien directement inspiré de ses voyages au Brésil. 
En parallèle, elle travaille sur son premier roman Supernova, une fable contemporaine sur la célébrité, fiction inspirée par son expérience de la télé-réalité. Il parait aux Éditions Scrineo en avril 2016, près d'un mois avant son retour avec l'EP Vivante dans les bacs le 27 mai 2016. Ces deux projets sont l'occasion pour elle d'un retour dans les médias : elle est invitée entre autres du Grand Journal sur Canal + et du journal de 13h de France 2. 
Entre 2016 et 2017 elle participe à plusieurs événements littéraires puis donne une série de concerts dans la capitale et en province. Alors qu'elle prépare son cinquième album à paraître en 2018, le décès de sa productrice Danièle Molko interrompt ses projets.

### Les Enfants Sauvages et L'art des naufrages
En mars 2018, elle co-fonde Les Enfants sauvages music, une structure associative visant à accompagner des artistes et de développer des projets musicaux.
En 2019, forte de sa structure associative et de ses expériences, Emma Daumas crée le spectacle L'art des naufrages.  
L'album L'art des naufrages sort le 15 janvier 2021. Les jeunes filles en fleurs en est le premier single. 
En 2021, elle participe à l'émission anniversaire pour les 20 ans de Star Academy.

### Vie privée
Elle est mère de deux enfants,.

## Discographie

### Albums & EP
- 2003 : Le saut de l'ange
- 2006 : Effets secondaires
- 2008 : Le Chemin de la maison
- 2010 : Acoustic
- 2010 : Les larmes de crocodile et autres fables
- 2016 : Vivante
- 2021 : L'art des naufrages

### Singles
- 2003 : Au jour le jour
- 2003 : Si tu savais
- 2004 : Tu seras [Disque d'or]
- 2004 : The Loco-Motion {Single inédit interdit à la vente}
- 2004 : Figurine humaine
- 2004 : J'attends
- 2005 : S'il te plaît
- 2006 : Regarde nous
- 2006 : Club Addict
- 2007 : Mon tombeur
- 2008 : J'suis conne
- 2009 : Secret défense
- 2015 : Bahia en été
- 2016 :  Les promesses en l'air
- 2020 : Les jeunes filles en fleurs
- 2021 : L'Art des naufrages
- 2024 : Tu seras (2024)

### Clips
- Tu seras, extrait du Saut de l'ange  (février 2004)
- Figurine humaine, extrait du Saut de l'ange (juillet 2004)
- J'attends, extrait du Saut de l'ange (janvier 2005)
- You got me Eskobar feat. Emma Daumas, extrait des Effets secondaires (mars 2005)
- Regarde nous, extrait des Effets secondaires (mars 2006)
- Mon tombeur, extrait des Effets secondaires (février 2007) {Diffusion uniquement sur Internet}
- J'suis conne, extrait du Chemin de la maison (novembre 2008)
- Les promesses en l'air (juillet 2016)
- Les jeunes filles en fleurs (novembre 2020), réalisation Seb Houis
- L'art des naufrages (avril 2021), réalisation Seb Houis
- À la folie (septembre 2021), réalisation Justine Emard
- Tu seras (version 2024), réalisation Seb Houis

### Participations/Duos
- Hanson feat. Emma Daumas Someone (Laissons nous une chance), extrait de l'album Underneath des Hanson (2005)
- You got me Eskobar feat. Emma Daumas (avril 2005)
- Fight Aids Monaco feat. 17 artistes L'or de nos vies (septembre 2006)
- Pit Baccardi & Emma Daumas À la mort, à l'amour dans la compile Dis l'heure 2 Hip/Hop Rock (novembre 2006)
- Compose et interprète la chanson "Dans les yeux d'Alain Delon" pour le site du même nom (2009)
- Titre Au clair de la lune (apparition d'Emma au titre de clin d'œil vocal) dans l'album À la récré (un livre-disque de chansons pour enfants) du groupe strasbourgeois Weepers Circus.
- Chœurs sur l'album Un nouveau monde de David Hallyday (mars 2010)
- Emma Daumas chante le générique du clip promotionnel du spectacle Pollux et le manège enchanté (2010)
- Le soleil a raison sur l'album Indicible Inné de Vincent Truel (2018)

### Titres indépendants
- Mini Orchestra/Emma Daumas Hidden side, Banksia et Je m'égare, en écoute sur le myspace du Mini Orchestra
- Mini Orchestra/Emma Daumas  L'antilove

## Publications
- Au jour le jour, chez Michel Lafon (2003) par Gérald Basseporte
- Supernova, roman, chez Scrineo (2016)[32] –  (ISBN 978-2-3674-0299-4)

## Doublage
- Bob L'éponge le film, de Stephen Hillenburg, 2005 : voix française de la princesse Mindy
- Capitaine Superslip, de David Soren, 2017 : voix française de Madame Chonchon

## Distinctions
- TF6 :
  - Révélation de l'année 2004 (Décembre 2004)
- NRJ Music Awards :
  - Révélation francophone (Janvier 2005)
- Académie Charles-Cros (avril 2021)
  - Coup de Cœur chanson francophone pour l'album L'Art des Naufrages, remis dans le cadre des rencontres professionnelles du Printival Boby Lapointe le 23 avril 2021[33].